# Церковь Святого Йодока (Ландсхут)
Церковь Святого Йодока (нем. Jodokskirche) — римско-католическая церковь, расположенная в центре баварского города Ландсхут; по возрасту уступает только приходской церкви Святого Мартина, одновременно являясь одной из трех крупнейших готических церквей города. Строительство храма началось во второй половине XV века — на месте церкви, сгоревшей в 1403 году; современное здание было значительно перестроено в период неоготики (XIX век).

## История и описание
Церковь посвящена Святому Йодоку.